# Îles de la Madeleine

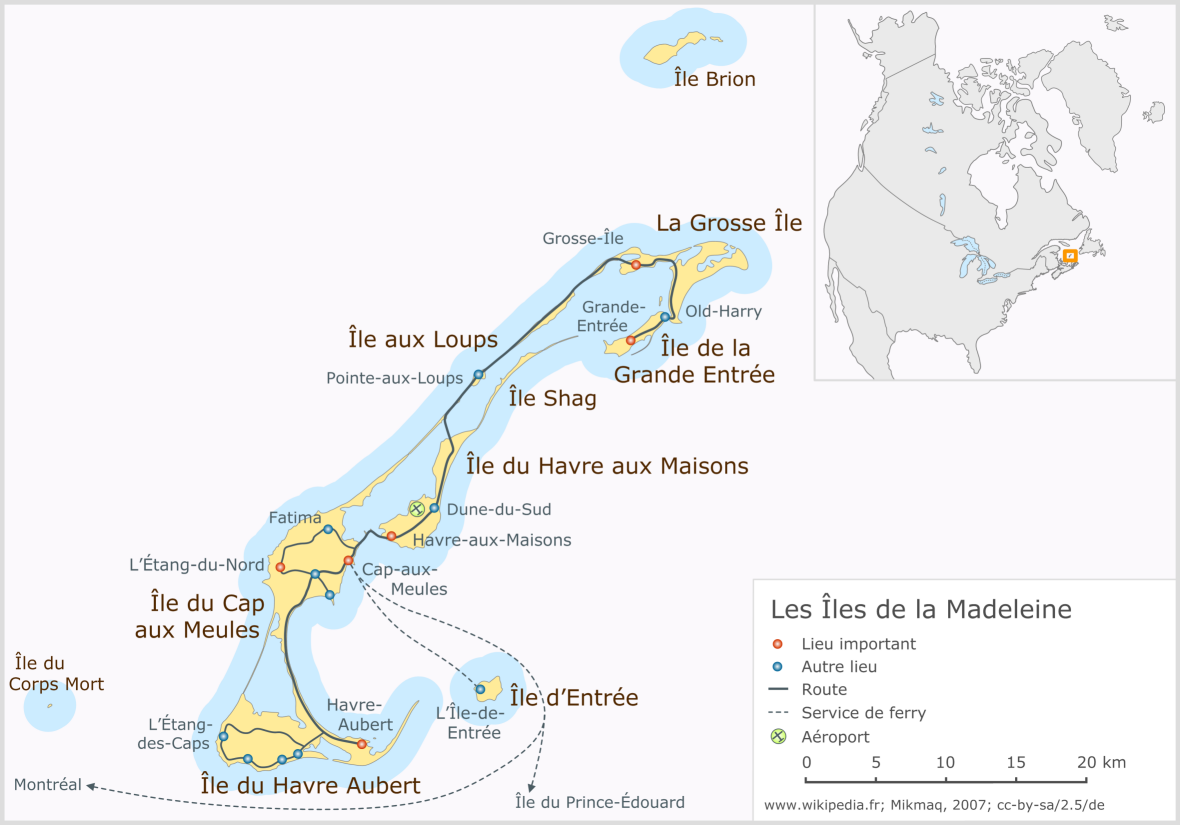
Karta över Îles de la Madeleine. Infällt: öarnas läge i Nordamerika.

Îles de la Madeleine (franska, på engelska även Magdalen Islands, på svenska även Magdalenöarna) är en 205,5 km² stor ögrupp i Saint Lawrenceviken. Öarna tillhör provinsen Québec i Kanada. Vid folkräkningen 2006 hade öarna 13 091 invånare.

## Historia
Jacques Cartier blev 1534 den förste europén att landstiga på Îles de la Madeleine, men mi'kmaqfolket hade besökt öarna varje år i flera hundra år innan dess, troligtvis för att jaga valrossar. Ett antal arkeologiska utgrävningar har genomförts på öarna. 
Öarna koloniserades av fransktalande akadier 1755. När britterna fördrev akadierna från Nova Scotia lämnades Îles de la Madeleines invånare ifred, och än idag betraktar sig många öbor som både akadier och quebekier. Ögruppen styrdes som en del av Newfoundland från 1763 till 1774, då den tillföll Québec genom Quebec Act.
En annan del av befolkningen utgörs av överlevare från de över 400 skeppsbrotten runt öarna. På öarna finns några av Québecs äldsta engelskspråkiga samhällen, och även om de flesta engelsktalande idag har gått över till franska eller flyttat därifrån finns det fortfarande några kvar.

## Geografi
Huvudöarna i den centrala delen av ögruppen är:
- Île du Cap aux Meules, huvudön, Grindstone Island
- Île du Havre Aubert
- Île du Havre aux Maisons
- Île aux Loups
- Île de la Grande Entrée

Dessa öar är förbundna med broar eller vägar på sanddyner.
Till ögruppen hör också:
- Île d'Entrée, Entry Island
- Le Corps-Mort, en klippa 15 km väster om Île du Havre Aubert.
- Île Shag
- Île Brion
- Rochers aux Oiseaux, klippor

## Näringsliv
Näringslivet på Îles de la Madeleine baseras bland annat på hummerfiske och turism. Fisket har minskat under senare år, och valrossarna utrotades helt i slutet av 1700-talet. Turisterna anländer med färja från Souris på Prince Edward Island till Cap-aux-Meules, eller med flyg till Havre-aux-Maisons. På öarna finns många sandstränder och cykelleder.

## Administration
Kommunerna på öarna slogs samman till en, Les Îles-de-la-Madeleine, vid kommunreformen 2002. Den övertog också den tidigare sekundärkommunens (municipalité régionale de comté) uppgifter. Efter en folkomröstning bildade Grosse-Île åter en egen kommun 2006. Kommunerna tillhör regionen Gaspésie–Îles-de-la-Madeleine.